# プレロールドキャラクター
プレロールドキャラクターとは、テーブルトークRPG (TRPG) においてゲームマスター (GM) があらかじめ用意するプレイヤーキャラクター (PC) のことである。場合によっては、それを使って遊ぶTRPGセッションのことを指すこともある。
プレジェネレートキャラクターあるいはプレジェネレーテッドキャラクターと呼ぶ場合もある。

## 概要
通常TRPGでは、セッション開始時にプレイヤーがルールに従った方法で自分が演じるPCを作成する。しかし、プレロールドキャラクターを使用するセッションにおいては、プレイヤーはGMが事前に作成したキャラクターの中から1つを選んでプレイすることになる。選んだキャラクターのデータを多少変更することをGMが許可する場合もある。
プレロールドキャラクターがどこまで設定されているかは、セッションによりさまざまである。キャラクタークラス程度ぐらいしか決められていないものもあれば、能力値から名前・性格・生い立ちに至るまで決められている場合もある。その基準はGMが用意しているシナリオの都合によるところが大きい。プレイヤーがキャラクターを作成する際GMがある程度の制限（選択できるキャラクタークラス（職業）・スキル・装備など）を加えたりするのも広い意味でプレロールドキャラクターとする考え方もある。

## 利点と問題点
プレロールドキャラクターの使用に関しては、以下のような利点が挙げられる。
- シナリオの内容にあった難易度や必要なスキルなどを持ったキャラクターを確実に存在させることになる、キャラクターの立場を明確にしておくことで行動の迷走をある程度防げる、などの理由によりプレイ中の行き詰まりをある程度防ぐことができる。
- キャラクター作成にかかる時間を節約して、プレイ自体の時間をより多く取れる。

一方、以下のような点が短所となり得る。
- キャラクター作成を重視しているプレイヤーにとっては、TRPGの楽しみの一部を奪われたことになる。
- 提示されているキャラクターの中にプレイヤーの望むものがあるとは限らないので、セッションを楽しめないかもしれない。

## テンプレート、アーキタイプ、サンプルキャラクター
一般にプレロールドキャラクターは、GMが個別で作成する、あるいはシナリオで定められているものであるが、TRPGの製品・ルールで既にプレロールドキャラクターのようなものが用意されていることもある。これらは製品によって「テンプレート」「アーキタイプ」などと呼ばれる。これらはプレイヤーにいくらか選択の余地を残しているが、重要な能力について選択や決定が必要でプレロールドキャラクターとは言い難いものから、ほとんど作成が終わっていて名前を与えるだけで完了するものまで、その程度は製品によってまちまちである。
これは、プレロールドキャラクターの利点をゲームデザインの段階で積極的に取り込んだものであると言える。1990年代の間に広く普及した概念であり、使用している製品としてはシャドウランやトーグがひとつの典型である。
近年の日本製品では「サンプルキャラクター」としている事例が多く見られる。

## 用語「プレロールド」について
プレロールドとは、Pre-Rolledのことであり、「あらかじめ（ダイスが）振られた」という意味である。
これは「キャラクターのデータがすでに記入済みなので、キャラクター作成においてダイスを振る必要がない」ということを意味しているのだが、キャラクター作成にダイスを使わないゲームであっても、作成済みキャラクターのことをプレロールドキャラクターと呼ぶことは珍しくない。
多くのプレロールドキャラクターはダイスを振る手間を省いているだけでなく、キャラクター作成におけるプレイヤーの様々な選択（キャラクタークラスやスキルの選択など）も省略している。プレロールドキャラクターの中には、キャラクターの背景設定や性格までをもあらかじめ決定しているものさえある。これらの点を捉えてか「キャラクターの役割（role）があらかじめ決定されている」という意味で"Pre-Roled Character"と表記する者もいる。